# گریکان (سرباز)
گریکان روستایی در دهستان نسکند بخش نسکند شهرستان سرباز استان سیستان و بلوچستان ایران است.

## جمعیت
بر پایه سرشماری عمومی نفوس و مسکن در سال ۱۳۹۵ جمعیت این روستا ۵۸ نفر (۱۲خانوار) بوده‌است.